# Pietro Maset
Pietro Maset nome di battaglia "Maso" (Scomigo, 12 marzo 1911 – Piancavallo, 12 aprile 1945) è stato un militare e partigiano italiano, medaglia d'oro al valor militare.

## Biografia
Nasce a Scomigo il 12 marzo 1911 da Domenico Marco e da Maria Caterina Carnielli. Compie il servizio di leva nel 2º reggimento radiotelegrafisti, l'attuale 2º Reggimento Trasmissioni Alpino, di Novi Ligure dall'11 marzo 1932 e conclude il servizio il 1º settembre 1933, presso l'11º Rgt. Genio al quale era stato trasferito dal 28 ottobre 1932. Il 1º marzo 1935 viene richiamato e inviato in Africa orientale. Diventa sottotenente degli alpini viene assegnato al 7° Rgt Alpini. Congedato nel 1937, riceve il 17 luglio dello stesso anno la prima croce al merito di guerra e la medaglia commemorativa per le operazioni in Africa Orientale.
Richiamato alle armi, si imbarca con l'8 Rgt Alpini in divisa da sottotenente per giungere il 17 aprile 1939 a Durazzo. Per il suo valore sul fronte greco merita la medaglia di bronzo. Maset subisce una ferita da arma da fuoco il 10 dicembre e per questo rientra in Italia. Nel novembre 1941 torna a Corinto per rientrare a Bari con il suo reparto il 29 marzo 1942. Segue da una medaglia d'argento, sul fronte russo, da dove ritorna capitano assieme ai superstiti del battaglione "Tolmezzo", dell'8º Reggimento Alpini
Dopo l'Armistizio di Cassibile, raggiunge i partigiani delle Brigate Osoppo dove diventa comandante della 5ª brigata, pochi giorni prima della fine del conflitto muore durante uno dei tanti scontri.

## Onorificenze
Capitano in s.pe. - Alpini - Partigiano combattente

### Riconoscimenti
Il comune di Conegliano gli ha intitolato una via e la scuola elementare della frazione di Scomigo, mentre l'amministrazione dell'Esercito italiano gli ha dedicato la caserma di Codognè, sede del 3º Gruppo missili "Volturno", appartenente alla 3ª Brigata missili "Aquileia".
Nel 1984 è stato fondato il Gruppo Alpini "M.O. Pietro Maset" appartenente alla Sezione ANA di Conegliano.
Il comune di Budoia gli ha intitolato una via con il suo nome di battaglia "Capitan Maso"
Lo stesso comune ha eretto un cippo alle pendici del monte Sauc, in territorio budoiese, nel punto in cui il valoroso soldato e partigiano fu ucciso. Il comune di Budoia ha intitolato al suo nome Malga Ciamp, ora Malga Capitan Maso.